# 야오요로즈
야오요로즈 주식회사(일본어: ヤオヨロズ株式会社 야오요로즈 가부시키가이샤[*], 영어: YAOYOROZU CO.,LTD.)는 과거에 존재했던 일본의 애니메이션 제작사다. 저스트프로의 애니메이션 사업부다.

## 역사
2013년 8월에 테라이 사다히로와 이시다테 코타로, 타츠키, 후쿠하라 요시타다에 의해 설립되었다. 셀룩, 3DCG를 주로 사용하는 애니메이션 제작을 하고 있다.
2017년 12월 28일, 제3회 "CGWORLD AWARDS" 대상을 수상했다.
2020년 3월 31일에 개최된 주주총회의 결의에 의해 해산, 야오요로즈의 애니메이션 사업은 새 법인인 8million으로 이관·통합되었다.

## 작품

### TV 애니메이션
- 직구표제 로봇 애니메 (2013년)
- 감으로 하는! 부활동 (2013년)
- 감으로 하는! 부활동 앙코르 (2014년)
- 미나라이 디바 (2014년)
- 감으로 하는! 부활동 스핀오프 프루프룸 샤름과 놀자 (2015년)
- 미소녀 유희 유닛 크레인 게일 (2016년)
- 나조토키네 (2016년)
- 케모노 프렌즈 (2017년)
- 러브 쌀: WE LOVE RICE (2017년)
- 케무리쿠사 (2019년)